# رشته‌کوه کروپوتکین (سایان شرقی)
رشته‌کوه کروپوتکین (روسی: Хребет Кропоткина) یک کوه در بوریاتیای کشور روسیه است.